# George Evans
George Evans (Cheadle, 13 dicembre 1994) è un calciatore inglese, centrocampista del Wrexham.

## Carriera

### Club
Cresciuto nel settore giovanile del Manchester City, il 28 ottobre 2013 viene ceduto in prestito al Crewe Alexandra, con cui inizia la carriera professionistica. Il 30 gennaio 2015 passa, sempre a titolo temporaneo, allo Scunthorpe United; rientrato al City, esordisce con la prima squadra degli Sky blues il 22 settembre, nella partita di Coppa di Lega vinta per 1-4 contro il Sunderland.
Ceduto poi in prestito al Walsall, il 19 gennaio 2016 viene acquistato a titolo definitivo dal Reading, con cui firma fino al 2019.

### Nazionale
Ha giocato nelle nazionali giovanili inglesi Under-16, Under-17 ed Under-19.

## Statistiche

### Presenze e reti nei club
Statistiche aggiornate al 18 maggio 2018.
| Stagione               | Squadra                | Campionato             | Campionato | Campionato | Coppe nazionali | Coppe nazionali | Coppe nazionali | Coppe continentali | Coppe continentali | Coppe continentali | Altre coppe | Altre coppe | Altre coppe | Totale | Totale | Totale |
| Stagione               | Squadra                | Comp                   | Pres       | Reti       | Comp            | Pres            | Reti            | Comp               | Pres               | Reti               | Comp        | Pres        | Reti        | Pres   | Reti   |        |
| ---------------------- | ---------------------- | ---------------------- | ---------- | ---------- | --------------- | --------------- | --------------- | ------------------ | ------------------ | ------------------ | ----------- | ----------- | ----------- | ------ | ------ | ------ |
| 2012-2013              | Manchester City        | PL                     | 0          | 0          | FACup+CdL       | 0+0             | 0               | UCL                | 0                  | 0                  | -           | -           | -           | 0      | 0      |        |
| ott. 2013-2014         | Crewe Alexandra        | FL1                    | 23         | 1          | FACup+CdL       | 2+0             | 0               | -                  | -                  | -                  | FLT         | -           | -           | 25     | 1      |        |
| gen.-giu. 2015         | Scunthorpe Utd         | FL1                    | 16         | 1          | FACup+CdL       | -               | -               | -                  | -                  | -                  | FLT         | -           | -           | 16     | 1      |        |
| ago.-ott. 2015         | Manchester City        | PL                     | 0          | 0          | FACup+CdL       | 0+1             | 0               | UCL                | 0                  | 0                  | -           | -           | -           | 1      | 0      |        |
| Totale Manchester City | Totale Manchester City | Totale Manchester City | 0          | 0          |                 | 1               | 0               |                    | 0                  | 0                  |             | -           | -           | 1      | 0      |        |
| ott. 2015-gen. 2016    | Walsall                | FL1                    | 12         | 3          | FACup+CdL       | 4+0             | 1+0             | -                  | -                  | -                  | FLT         | -           | -           | 16     | 4      |        |
| gen.-giu. 2016         | Reading                | FLC                    | 6          | 0          | FACup+CdL       | -               | -               | -                  | -                  | -                  | -           | -           | -           | 6      | 0      |        |
| 2016-2017              | Reading                | FLC                    | 34+3       | 2          | FACup+CdL       | 1+4             | 0               | -                  | -                  | -                  | -           | -           | -           | 42     | 2      |        |
| 2017-2018              | Reading                | FLC                    | 18         | 1          | FACup+CdL       | 2+3             | 0+1             | -                  | -                  | -                  | -           | -           | -           | 23     | 2      |        |
| Totale Reading         | Totale Reading         | Totale Reading         | 58+3       | 3          |                 | 10              | 1               |                    | -                  | -                  |             | -           | -           | 71     | 4      |        |
| Totale carriera        | Totale carriera        | Totale carriera        | 109+3      | 8          |                 | 17              | 2               |                    | 0                  | 0                  |             | -           | -           | 129    | 10     |        |

## Palmarès

### Club

#### Competizioni nazionali
- English Football League Cup: 1

Manchester City: 2015-2016